# 東勞林堡 (北卡羅萊納州)
東勞林堡（英語：East Laulinburg）是一個位於美國北卡羅萊納州蘇格蘭縣的非建制地區。本是建制市鎮，於2022年6月30日因市政府出現財政問題而被除名。

## 人口
根據2020年美國人口普查的數據，東勞林堡的面積為0.50平方千米，皆為陸地。當地共有人口234人，而人口密度為每平方千米468人。